# Onocosmoecus occidentalis
Onocosmoecus occidentalis är en nattsländeart som beskrevs av Banks 1943. Onocosmoecus occidentalis ingår i släktet Onocosmoecus och familjen husmasknattsländor. Inga underarter finns listade i Catalogue of Life.